# Euselates stictica
Euselates stictica är en skalbaggsart som beskrevs av Hope 1847. Euselates stictica ingår i släktet Euselates och familjen Cetoniidae. Utöver nominatformen finns också underarten E. s. luzonica.